# Federazione delle Indie Occidentali ai Giochi della XVII Olimpiade
La Federazione delle Indie Occidentali partecipò con il nome di Antille ai soli Giochi della XVII Olimpiade, svoltisi nel 1960 a Roma. Questa federazione comprendeva Antigua e Barbuda, Barbados, Dominica, Grenada, Giamaica, Montserrat, Saint Kitts-Nevis-Anguilla, Saint Lucia, Saint Vincent e Trinidad e Tobago, ma solo atleti di Giamaica, Trinidad e Tobago e Barbados furono iscritti alle gare.
La delegazione fu composta da 13 atleti che gareggiarono in cinque discipline per un totale di 13 competizioni. Furono conquistate due medaglie di bronzo nell'atletica leggera.

## Medagliere

### Per discipline
| Sport            | Oro | Argento | Bronzo | Totale |
| ---------------- | --- | ------- | ------ | ------ |
| Atletica leggera | 0   | 0       | 2      | 2      |
| Totale           | 0   | 0       | 2      | 2      |

### Medaglie
| Medaglia | Atleta                                                | Sport            | Evento                   |
| -------- | ----------------------------------------------------- | ---------------- | ------------------------ |
| Bronzo   | George Kerr                                           | Atletica leggera | 800 metri piani maschili |
| Bronzo   | Mal Spence James Wedderburn Keith Gardner George Kerr | Atletica leggera | Staffetta 4×400 metri    |